# Partido Católico (Bélgica)
O Partido Católico ( em francês:  Parti catholique; em neerlandês:  Katholieke Partij ) era um partido político belga estabelecido em 1869 como o Partido Católico Confessional ( em neerlandês:  Confessionele Katholieke Partij ).

## História
Em 1852, uma Union Constitutionnelle et Conservatrice foi fundada em Gante, em Lovaina (1854), e em Antuérpia e Bruxelas em 1858, que eram ativas apenas durante as eleições. Em 11 de julho de 1864, foi criada a Federação de Círculos Católicos e Associações Conservadoras ( em francês:  Fédération des Cercles catholiques et des Associations conservatrices; em neerlandês:  Verbond van Katholieke Kringen en der Conservatieve Verenigingen ).
O outro grupo que contribuiu para o partido foram os Círculos Católicos, dos quais o mais velho fora fundado em Bruges. Os Congressos de Malines em 1863, 1864 e 1867 reuniram ultramontanos ou confessionários e os liberais-católicos ou constitucionais. No Congresso de 1867, foi decidido criar a Liga dos Círculos Católicos, fundada em 22 de outubro de 1868.
O Partido Católico, sob a liderança de Charles Woeste, obteve uma maioria absoluta na Câmara de Representantes da Bélgica em 1884 do Partido Liberal após a disputa das escolas. O Partido Católico manteve sua maioria absoluta até 1918. Em 1921, o partido se tornou a União Católica e, a partir de 1936, o Bloco Católico.
No final da II Guerra Mundial, em – 18-19 de 1945, o partido foi sucedido pelo PSC-CVP.

## Membros notáveis
- Auguste Beernaert, Prêmio Nobel da Paz em 1909.
- Jules de Burlet
- Paul de Smet de Naeyer
- Jules Vandenpeereboom
- Jules de Trooz
- Gustaaf Sap
- Frans Schollaert
- Charles de Broqueville
- Gérard Cooreman
- Henri Baels